# Iwan Stepanowitsch Issakow

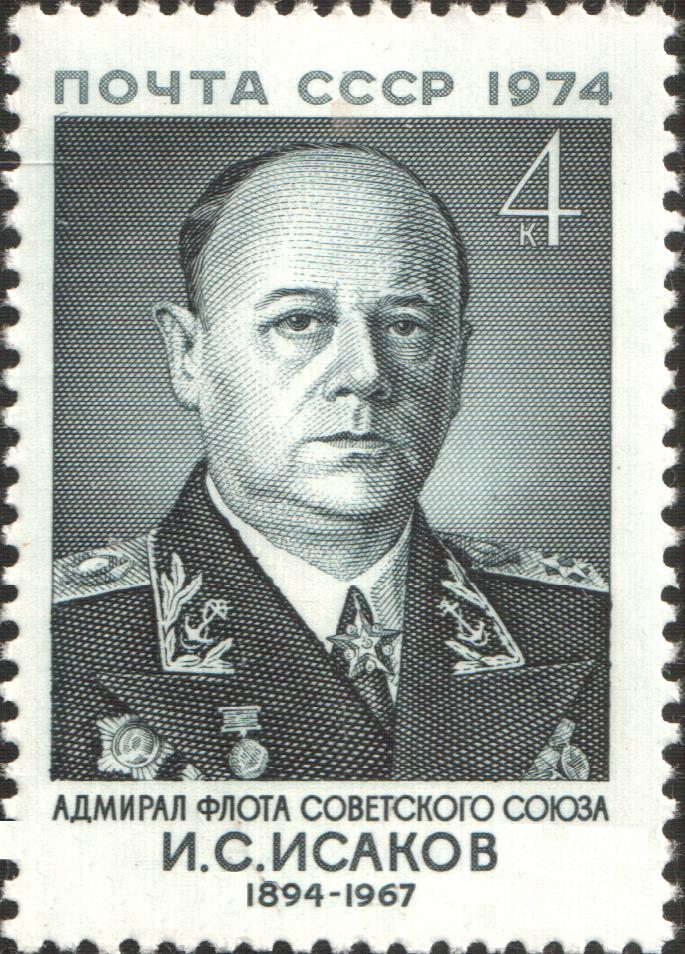
Iwan Stepanowitsch Issakow

Iwan Stepanowitsch Issakow (russisch Иван Степанович Исаков; wissenschaftliche Transliteration Ivan Stepanovič Isakov, * 10. Augustjul. / 22. August 1894greg. in Adschikent, Gouvernement Elisabethpol; † 11. Oktober 1967 in Moskau) war ein Flottenadmiral der Sowjetunion.

## Leben
Issakows Vater, Stepan Jegorowitsch Issakjan, war Armenier und Techniker bei der Eisenbahn, der den Familiennamen nach Issakow russifizieren ließ. Er starb früh, und die Erziehung der drei Kinder oblag nun der Mutter Ida Antonowna Lauer und ihrem Bruder Peter Lauer, die ursprünglich aus Derpt kamen. Peter Lauer war Ingenieur, der davon träumte, in der Marine zu dienen. In seiner Bibliothek gab es viele Bücher seemännischer Literatur, die in Iwan Stepanowitsch Issakow ebenso die Liebe zur Seefahrt weckten.
Nach Beendigung der Realschule in Tiflis beschloss er, in die Seekadettenschule einzutreten und fuhr im Sommer 1913 nach Sankt Petersburg. Aufgrund seiner ausländischen und nicht adligen Herkunft wurde er jedoch nicht angenommen und er trat stattdessen in das Petersburger Technologische Institut ein.
Mit Beginn des Ersten Weltkrieges besuchte Issakow ab dem 15. September 1914 Spezialkurse der Gardemarine, die er im März 1917 als Fähnrich zur See beendete. Er wurde auf dem Zerstörer „Isjaslaw“ eingesetzt und wurde im Herbst 1917 von der Mannschaft zum Offiziersältesten und damit zum Vorsitzenden des ZENTROBALT auf dem Boot gewählt. 1918 nahm Issakow am sogenannten Eismarsch der Baltischen Flotte teil, diente anschließend auf dem Minensuchboot „Riga“ und begann Kommandeurslehrgänge im Minenräumen. Nach Beendigung der Lehrgänge im Juli 1919 wurde er Kommandeursgehilfe (Wachoffizier) des Wachschiffs „Kobtschik“, der an der Abwehr englischer Torpedoboote und Flugzeuge auf Schiffe in Kronstadt teilgenommen hatte. 1920 wurde Issakow Kommandant des Zerstörers „Dejatjelny“ der Kaspischen Flottille und kämpfte im Russischen Bürgerkrieg gegen die Weißgardisten und englischen Interventen.
Nachdem er ab Juni 1920 wieder in der Baltischen Flotte als Kommandeur eines Minensuchers gedient hatte, arbeitete er ab November 1922 im Stab und später auf einem Zerstörer im Schwarzen Meer. Ab 1926 wurde er Gehilfe des Stabschefs, Chef der operativen Abteilung und Stellvertreter des Stabschefs der Seestreitkräfte des Schwarzen Meeres. 1928 besuchte er die Seekriegsakademie. Von 1930 bis 1936 arbeitete er als Gehilfe des Chefs einer operativen Führungsabteilung des Generalstabs. Im Januar 1937 wurde er Stabschef und schon im August Kommandeur der Baltischen Flotte. Ab Januar 1938 war er Stellvertreter des Kommandeurs der Baltischen Flotte, wurde 1939 Mitglied der KPdSU und war von April 1939 bis April 1946 1. Stellvertreter des Volkskommissars der sowjetischen Marine.

### Zweiter Weltkrieg
Von 1941 bis 1943 war Issakow Chef des Marinehauptstabes. Seit Beginn des Großen Vaterländischen Krieges befand er sich in Leningrad und koordinierte die Kampfhandlungen der Baltischen Flotte, der Ladogasee- und der Peipussee-Flottillen mit den Landstreitkräften bei der Verteidigung der Stadt.
Im Oktober 1941 bereitete er zusammen mit dem Kommandeur der Schwarzmeerflotte und der Transkaukasusfront die Landungsoperation auf der Halbinsel Kertsch vor.
Im April 1942 wurde Issakow Mitglied des Militärrates der Nordkaukasusfront. Er koordinierte die Handlungen der Schwarzmeerflotte und der Landstreitkräfte, leitete die Versorgung Sewastopols und nahm an der Führung der Kräfte der Schwarzmeerflotte und der Kaspischen Flottille in der Schlacht um den Kaukasus teil. Am 4. Oktober 1942 wurde er bei einer Bombardierung in der Nähe von Tuapse schwer verwundet und befand sich nach einer Beinamputation von Oktober 1942 bis 1945 in ärztlicher Behandlung. Am 31. Mai 1944 wurde ihm der Dienstgrad des Flottenadmirals verliehen.

### Nachkriegszeit
Von 1946 bis 1947 war Issakow der Chef des Hauptstabes der sowjetischen Marine, von 1947 bis 1950 Stellvertreter des Oberkommandierenden der sowjetischen Marine. Von März 1950 bis Februar 1956 war er Stellvertreter des Ministers der sowjetischen Marine. Am 3. März 1955 wurde Issakow der höchste militärische Dienstgrad „Flottenadmiral der Sowjetunion“, der Marschallstern und die besondere Urkunde des Präsidiums des Obersten Sowjets verliehen.
Von Februar 1956 bis April 1958 arbeitete Issakow in verschiedenen Funktionen innerhalb des Verteidigungsministeriums der UdSSR. Ab April 1958 war er Generalinspekteur der Gruppe der Generalinspekteure des Verteidigungsministeriums. Am 7. Mai 1965 wurde ihm auf Beschluss des Präsidiums des Obersten Sowjets für besondere militärische Leistungen und Führung die Auszeichnung „Held der Sowjetunion“ verliehen, verbunden mit der Überreichung des Leninordens und der Medaille „Goldener Stern“.
Issakows Verdienste lagen in der Erhöhung der Kampfkraft der sowjetischen Marine, der Entwicklung ihrer operativen Taktik und dem Studium der Erfahrungen aus den Kriegshandlungen im Großen Vaterländischen Krieg. Er war Autor von mehr als sechzehn wissenschaftlichen Arbeiten. Seit 1958 war er korrespondierendes Mitglied der Akademie der Wissenschaften der UdSSR. Nach seinem Ableben wurde Issakow auf dem Nowodewitschi-Friedhof in Moskau beigesetzt.

## Ehrungen
Folgende Namensverleihungen sollten Issakows Verdienste für die sowjetische Marine in Ehren halten:
- Lenkwaffenkreuzer der Projekt 1134A (Kresta-II-Klasse), der 1993 außer Dienst gestellt wurde und 1994 auf dem Weg zum Abwracken sank
- Straßen in Stepanakert
- Sowchosen im Rajon Martuni und Rajon Ağdərə
- Schule Nr. 71 in Jerewan

Eine Gedenktafel an seinem Wohnhaus Nr. 5/13 am Smolensker Ufer in Moskau erinnert an den sowjetischen Marineführer. 
Die russische Marine plant zudem, eine Fregatte der neuen Admiral-Gorschkow-Klasse nach ihm zu benennen.

## Auszeichnungen
- Held der Sowjetunion (7. Mai 1965)
- Leninorden (6×)
- Rotbannerorden (3×)
- Uschakoworden  1. Klasse  (2x: 22. Juli 1944, 28. Juni 1945)
- Orden des Vaterländischen Krieges I. Klasse
- Orden des Roten Sterns
- Orden und Medaillen anderer Länder